# Retamoïden

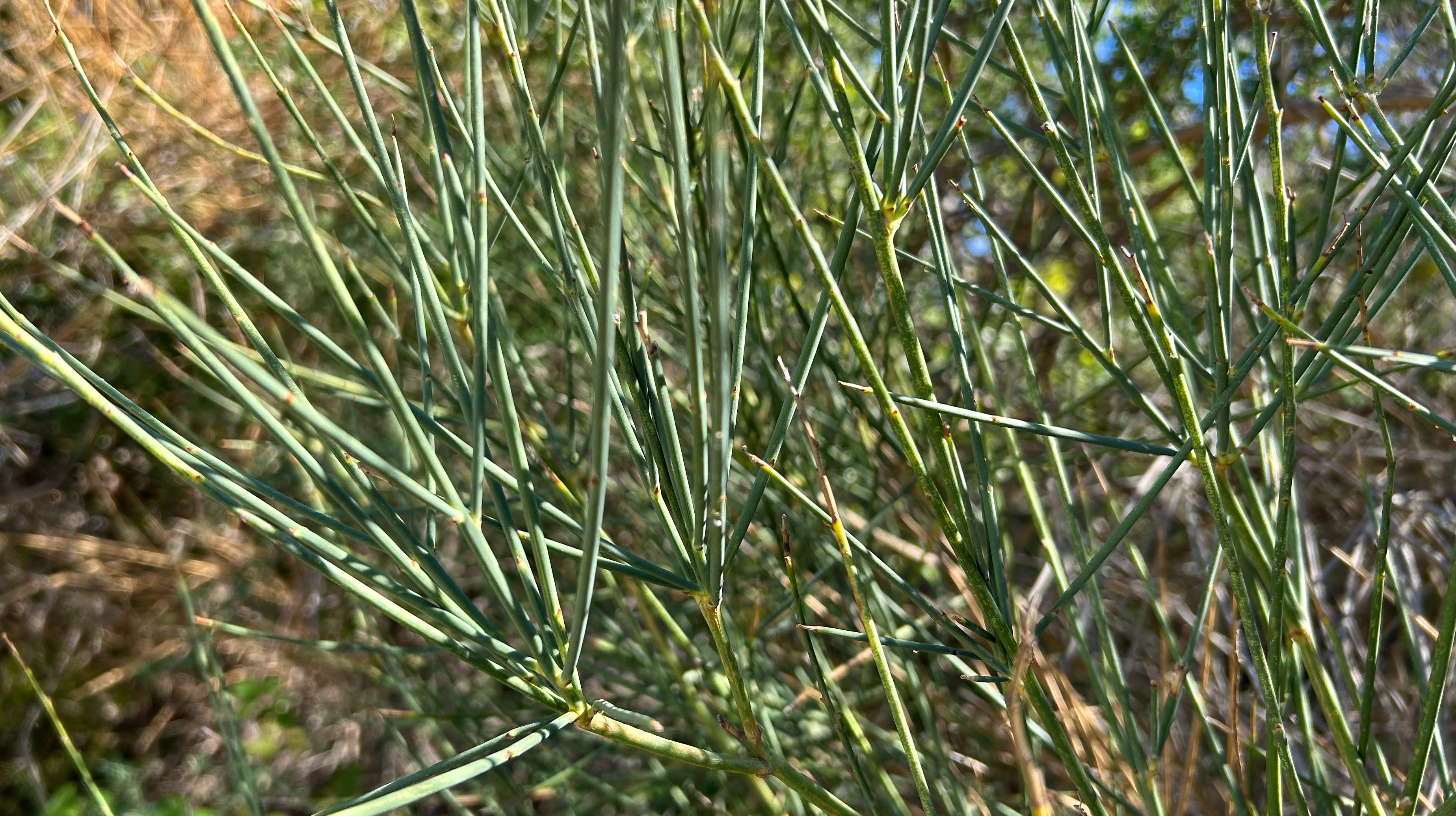
De fotosynthetiserende takken van bezemstruik; bij deze soort kunnen bladeren zelfs geheel ontbreken.

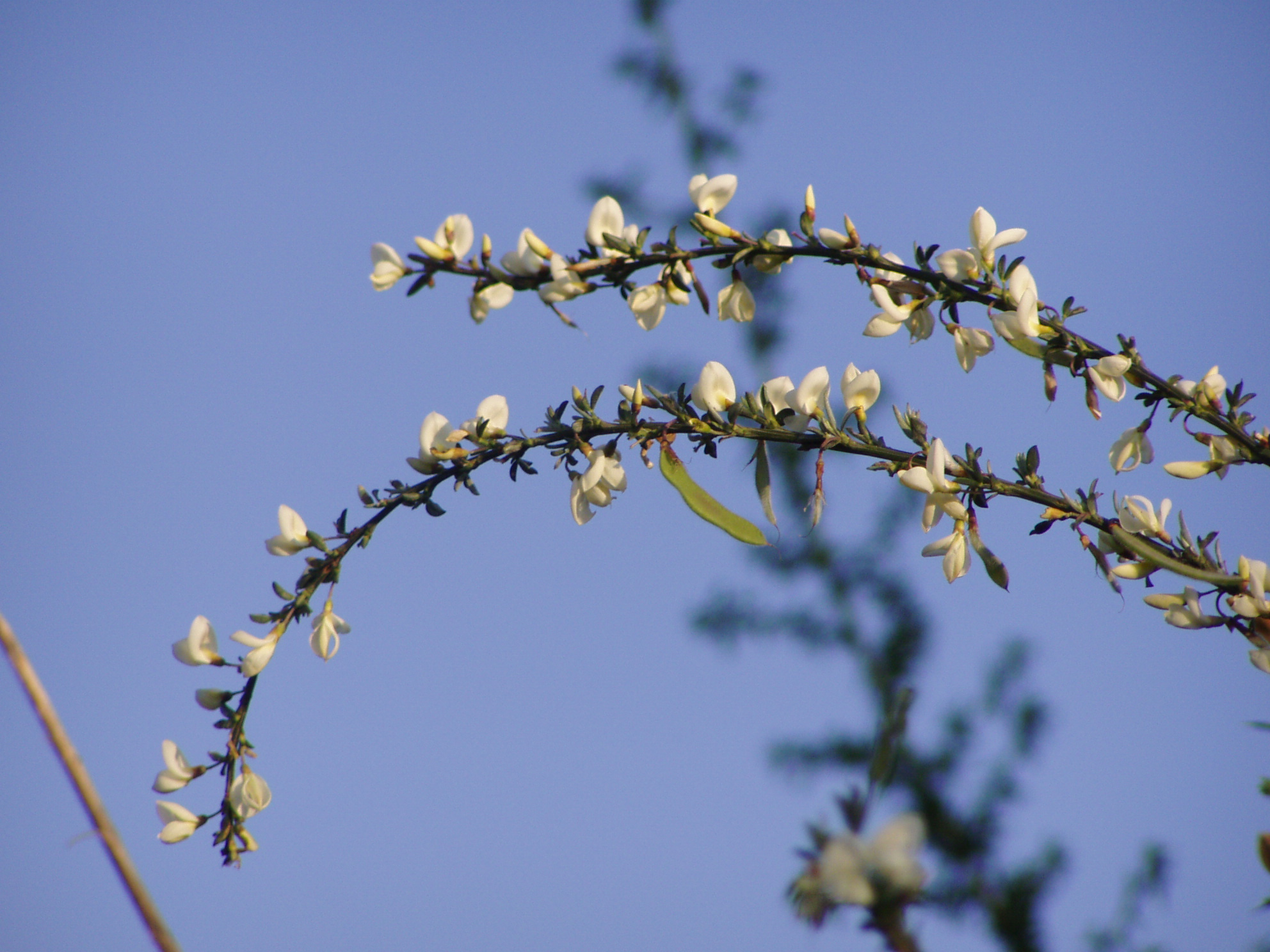
Takken met (bloeiwijzen) van Cytisus multiflorus.

De retamoïden zijn een specifieke levensvormengroep van houtige planten (inclusief halfstruiken) die worden gekenmerkt door sterk gereduceerde bladeren en fotosynthetiserende takken.
Uitgesproken voorbeelden van inheemse retamoïde soorten die in Nederland en Vlaanderen voorkomen zijn gewone brem en gaspeldoorn.